# Embres-et-Castelmaure
Embres-et-Castelmaure é uma comuna francesa na região administrativa de Occitânia, no departamento de Aude. Estende-se por uma área de 32,2 km². Em 2010 a comuna tinha 151 habitantes (densidade: 4,7 hab./km²).